# Lobelia oxyphylla
Lobelia oxyphylla är en klockväxtart som beskrevs av Ignatz Urban. Lobelia oxyphylla ingår i släktet lobelior, och familjen klockväxter.
Artens utbredningsområde är Kuba. Inga underarter finns listade i Catalogue of Life.